# Honori III
Honori III (Roma, 1148 - 18 de març de 1227), de nom Cencio Savelli, fou papa de l'Església catòlica del 1216 al 1227.
Honori III va ser canonge de l'església de Santa Maria la Major fins que, el 1188, fou nomenat camarlenc del papa Climent III i va començar a ocupar el càrrec de tresorer de l'Església Romana. Posteriorment, quan el 1193 el papa Celestí III el nomenà cardenal diaca de Santa Llúcia in Silice, va continuar en el càrrec de tresorer fins que, el 1197, va passar a ser el tutor del futur emperador Frederic II. El 13 de març del 1198, el papa Innocenci III el va nomenar cardenal presbíter de l'església de Sant Joan i Sant Pau, dignitat que ocuparà fins que, després de la mort d'Innocenci III a Perugia, els dinou cardenals que hi eren presents van elegir papa l'ancià Cencio Savelli, que va ser consagrat com a Honori III el 24 de juliol del 1216.

## Política
El fet major del seu pontificat va ser la Cinquena Croada, que havia estat decretada pel Concili IV del Laterà i que la mort d'Innocenci III havia paralitzat. Per recaptar els finançar la guerra, va establir que tant el papa com els cardenals hi havien de contribuir, durant tres anys, amb la desena part de les seves rendes, mentre que el clergat restant aportaria la vintena part.
Malgrat que no haver n'hi prou amb la recaptació i que el principal príncep cristià i antic pupil d'Honori i rei d'Alemanya, Federic II, no deixava d'endarrerir la seva participació en la croada, un exèrcit al comandament del rei Andreu II d'Hongria va posar rumb cap a Terra Santa i va capturar la ciutat de Damiata a Egipte el 1229.
En un intent que Frederic II s'unís a les tropes croades, el va coronar emperador del Sacre Imperi Romanogermànic el 22 de novembre de 1220 en una cerimònia celebrada a Roma. Tanmateix, Frederic va continuar contemporitzant i no va enviar tropes, fet que unit a una desastrosa estratègia a Egipte, on els croats havien rebutjat un acord pel qual el soldà Al-Kámil oferia totes les possessions musulmanes a Terra Santa a canvi que les tropes cristianes abandonessin Egipte i, en canvi, havien decidit dirigir-se al Caire per conquerir-lo. L'intent, però, va acabar amb una gran derrota i la pèrdua, el 8 de setembre, de Damiata i el retorn dels croats a Europa. Honori no va poder comprovar si l'acord es va complir per part de Frederic, ja que va morir, el 18 de març del 1227, abans del compliment del termini de dos anys fixat a l'esmentat tractat.
Després una persecució feroç contra els albigesos –considerats pels catòlics com a heretges– amb fogueres, desterraments, confiscacions entre 1209 i 1213, començada per Inocenci III, va seguir un període més tranquil. El 1226 va començar una segona croada, va excomunicar Ramon VII de Tolosa i conduir una guerra junts amb el rei Lluís VIII de França. Aplicaven el principi, segons un sermó de l'època ««El que no s'aconsegueix amb benediccions es pot aconseguir amb cops... Els cops aconseguiran el que no s'ha aconseguit amb amabilitat...». El seu successor Gregori IX va continuar i intensificar la persecució. Va incitar Catalunya i França a perseguir els catars.

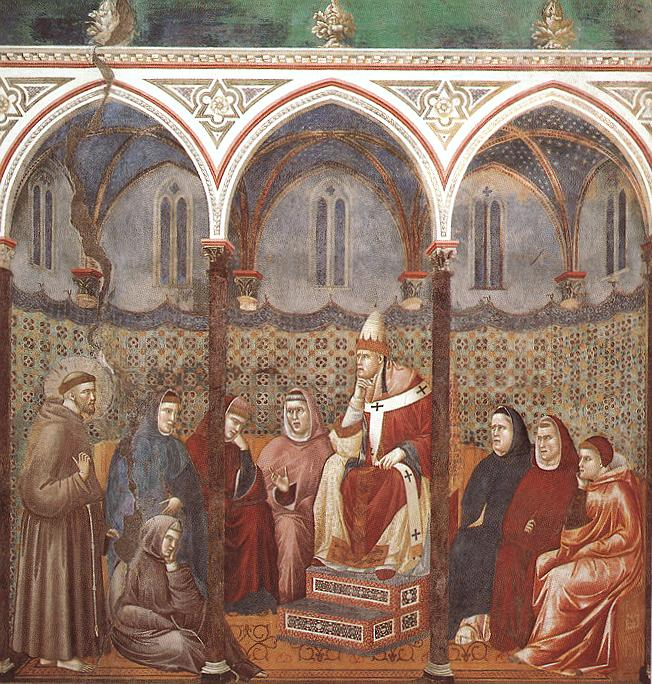
Sant Francesc d'Assís predicant davant d'Honori III.
Fresc de la llegenda de Sant Francesc, de Giotto.

## Altres realitzacions
Honori III va impulsar alguns ordes religiosos dels quals va aprovar les regles. El 22 de desembre del 1216 va aprovar la Regla dels Dominics amb la butlla Religiosam vitam; el 29 de novembre del 1222 la Regla dels Franciscans va seguir amb la butlla Solet annuere i el 7 de gener del 1226 la Regla dels Carmelites amb Ut vivendi normam. 29 de maig de 1223 posa l'abadessa i el convent de Sixena sota la protecció papal i confirma la donació que li havia fet el rei Pere I de la vila de Lanaja i altres béns del monestir.
Va concedir també diversos privilegis a les dues principals universitats de l'època, París i Bolonya. En la butlla Superspecula va ordenar que les diòcesis allunyades dels grans centres de saber havien de donar suport als estudiants destacats en les matèries teològiques.

## Escrits
L'obra principal d'Honori III és el Liber censuum Romanae ecclesiae en el qual, aprofitant els coneixements adquirits en l'acompliment del càrrec de tresorer de l'Església Romana, fa un inventari de les rendes i propietats de l'Església, de les donacions rebudes, dels privilegis i els contractes amb les ciutats i els sobirans.
També va escriure una vida de Celestí III, una vida de Gregori VII, un Ordo romanus de consuetudinibus, en el qual descriu el cerimonial o els ritus de l'Església, una Compilatio Decretalium, el primer Codi de dret canònic, i 34 sermons.
Les profecies de Sant Malaquies es refereixen a aquest papa com a Canonicus ex latere (canonge del Laterà), citació que fa referència al fet que abans de ser elegit pontífex va ser canonge de Sant Joan del Laterà.